# Pa Tần, Sìn Hồ
Pa Tần là một xã thuộc huyện Sìn Hồ, tỉnh Lai Châu, Việt Nam.

## Hành chính
Xã Pa Tần có diện tích 115,06 km², dân số năm 1999 là 2.467 người, mật độ dân số đạt 21 người/km². Pa Tần có 4 bản là: Pa Tần, Nậm Le, Nậm Tần Mông, và An Tần.

## Địa lý
Phía tây nam và nam là xã Trung Chải của huyện Nậm Nhùn. Phía tây và tây bắc giáp trấn Kim Thủy Hà (金水河) huyện Kim Bình châu Hồng Hà tỉnh Vân Nam, Trung Quốc. Phía đông bắc là xã Huổi Luông huyện Phong Thổ tỉnh Lai Châu. Phía đông và đông nam lần lượt là xã Phìn Hồ và Hồng Thu của huyện Sìn Hồ.

## Lịch sử
Thời Pháp thuộc, những năm đầu thế kỷ 20 (khoảng 1920-1930), Pa Tần có tên theo phiên âm là Bac Tan Trai hay Bắc Tần Trại (北秦寨), nằm trong khu Mao Xao Phing (tức Ma Xao Phìn, tiền thân của huyện Sìn Hồ) thuộc Đạo Lai tỉnh Lai Châu xứ Bắc Kỳ, Liên bang Đông Dương.